# Jīn'ān Qū
Jīn'ān Qū o distrito de Jīn'ān es una localidad de la ciudad-prefectura de Lu'an en la provincia de Anhui, República Popular China, con una población censada en noviembre de 2010 de 789 699 habitantes.
Se encuentra situada en el oeste de la provincia, en la zona de los montes Huang y del río Qiantang, cerca de la frontera con las provincias de Hubei y Henan.